# Parepidosis trilobata
Parepidosis trilobata är en tvåvingeart som beskrevs av Sharma och Rao 1979. Parepidosis trilobata ingår i släktet Parepidosis och familjen gallmyggor. Inga underarter finns listade i Catalogue of Life.